# 魔法陣グルグルのディスコグラフィ
魔法陣グルグルのディスコグラフィ（まほうじんグルグルのディスコグラフィ）では、衛藤ヒロユキによる日本の漫画作品『魔法陣グルグル』およびそのアニメ化作品、コンピュータゲーム関連のCD、ミュージックビデオについて記述する。

## 1994年版
1994年〜1995年に朝日放送（ABCテレビ）の製作によりテレビ朝日系で放送された日本アニメーション制作のアニメ第1作では後期オープニングとエンディング2曲、サウンドトラックがワーナーミュージック・ジャパン（WEA JAPANレーベル）から発売された。また、ソニー・ミュージックエンタテインメント（SMEJ）がミュージックビデオを、SMEJ傘下レーベルのソニーレコードからイメージアルバムとドラマCD、ダブル・オーレコードから前期オープニングがそれぞれ発売されている。
エニックス発売のスーパーファミコン用ソフト『魔法陣グルグル』と続編『魔法陣グルグル2』のゲームミュージックCDについても本節で併せて解説する。

### サウンドトラック（1994）
WEA JAPANから発売。2枚とも、2005年にコロムビアミュージックエンタテインメントのANIMEXレーベルから廉価版として再発売されている。
魔法陣グルグル オリジナル・サウンドトラック
- WEA JAPAN - 1995年8月25日発売。WPC6-8132
- コロムビア・ANIMEX1200 Special(8) - 2005年7月6日発売。COCC-72188

1. イッツ・ア・グルグルワールド
2. 選ばれし勇者ニケ！〜おとぼけヒーロー
3. 伝説の魔法使いククリ〜勇者さまスキスキ
4. 復活！ 魔王ギリ～戦闘、グルグルの力
5. イッツ・ア・グルグルワールド2
6. TO BE CONTINUED〜二人の冒険
7. Wind Climbing 〜風にあそばれて〜 （奥井亜紀）
8. もう止まらない （SLAP STICKS）

トラック7は前期エンディング、8は後期エンディングのテレビサイズ。
魔法陣グルグル オリジナル・サウンドトラック Vol.2
- WEA JAPAN - 1995年8月25日発売。WPC6-8132
- コロムビア・ANIMEX1200 Special(9) - 2005年7月6日発売。COCC-72189

1. 晴れてハレルヤ（奥井亜紀）
2. 最後のパーティ〈調子いいですぞ〜〉
3. ニケの秘められた力！〈魔法剣キラキラ〉
4. 魔界のプリンス・レイド！〈もけもけさ〜〉
5. 炸裂！ ククリのラヴ・アタック〈愛の劇場〉
6. 2人のレベル・アップ〈See You Again〉
7. Wind Climbing 〜風にあそばれて〜〈ロング・ヴァージョン〉 （奥井亜紀）

トラック1は後期オープニングのテレビサイズ。

### イメージアルバム
ソニーレコードから発売。4枚とも松武秀樹のプロデュースで、全編にわたってキタキタおやじ（声：緒方賢一）のサンプリングが多用されているのが特徴。
魔法陣グルグル 〜ジミナ村の祭典〜
1995年3月8日発売。SRCL-3132
1. ようこそグルグルワールド
2. ジミナ・テクノ
3. 待ってますぞ
4. Theme of コーダイ
5. MAGIC OF LOVE

作曲：松武秀樹、ウィリー・ナカオ（1.〜4.）
トラック5は前期オープニング。音楽出版社『CDジャーナル』のレビューでは「ニケとククリの旅をキタキタおやじの声と、松武秀樹のテクノ・サウンドで紹介しようというCDだ。チョット懐かしめのテクノ・サウンドが、作品にマッチして楽しめる」と評されている。
魔法陣グルグル 〜キタキタおやじの逆襲〜
1995年6月26日発売。SRCL-3252
1. DE.SU.ZO
2. N. K. Bar
3. Supermarket
4. DESUZOPOLIS
5. Rock Bellbottom

作曲：Jimina Hendrix（1.、3.）、小松原まさし（2.）、松武秀樹（4.）、ウィリー・ナカオ（5.）
編曲：Jimina Hendrix（1.〜5.）
トラック2の「DE.SU.ZO」はEAST END×YURI「DA.YO.NE」のパロディ。キタキタおやじのステッカーが付録となっていた。
魔法陣グルグル 〜音の魔法陣〜
1995年9月21日発売。SRCL-3298
1. グルグル
2. トカゲのしっぽ
3. 長い声のネコ
4. ベームベーム
5. 夢の回転木馬〜わかれのウィンク

作曲：小松原まさし（1.、4.、5.）、松武秀樹（1.、3.、4.）、ウィリー・ナカオ（1.、2.、4.）
編曲：松武秀樹、小松原まさし、ウィリー・ナカオ（1.〜5.）
作中に登場するグルグルをイメージした楽曲を収録。
魔法陣グルグル 〜キタキタ楽団の世直しツアー〜
1995年12月1日発売。SRCL-3449
1. Kita's Boogie
2. Bon Reggae
3. Spring Ocean
4. When Nike Loves Kukuri
5. We Are The Guruguru

作曲：松武秀樹（1.、2.、5.）、小松原まさし（2.、3.、5.）、ウィリー・ナカオ（2.、4.、5.）
編曲：松武秀樹、小松原まさし、ウィリー・ナカオ（1.〜5.）

### ゲームミュージック
エニックス発売のスーパーファミコン用ソフト『魔法陣グルグル』と続編『魔法陣グルグル2』のサウンドトラック。発売は2枚ともソニーレコード。
魔法陣グルグル オリジナル・ゲーム・ミュージック
- 1995年5月21日発売。 SRCL-3245

前月に発売されたスーパーファミコン用ソフト『魔法陣グルグル』のサウンドトラック。アニメからの流用はなく、全曲ともオリジナルの楽曲で構成されている。
魔法陣グルグル2 オリジナル・ゲーム・ミュージック
- 1996年4月21日発売。 SRCL-3552

前月に発売されたスーパーファミコン用ソフト『魔法陣グルグル2』のサウンドトラック。

### ドラマCD
エニックスから「少年ガンガン・コミックCDコレクション」の第5作として発売された「大迷惑！ 熱血妖精の恩返し」（ISBN 4-87025-805-6）については魔法陣グルグル#外伝作品を参照。
オリジナル・ドラマ 水晶玉を取り戻せ！ 暗闇の中は大コンランですゾ!!
- 1996年3月21日発売。 SRCL-3489

ソニーレコードから発売されたオリジナルのドラマCD。オープニングにアニメの前期主題歌「MAGIC OF LOVE」を使用。当時同レーベルの所属で、文化放送『ラジオガンガン』のパーソナリティだった草地章江がゲストキャラクターのカモン役で出演している。

### 絵の魔法陣
SMEJから発売されたミュージックビデオ。いずれもVHSで、DVD等の再発売は行われていない。
魔法陣グルグル 絵の魔法陣 〜スーパーエディットバージョンDE・SU・ZO〜
- 1995年10月21日発売。SRVW-1766

イメージアルバム「キタキタおやじの逆襲」に収録された「DE.SU.ZO」のビデオクリップ、アニメ前半のダイジェスト、前期オープニング「MAGIC OF LOVE」のノンテロップバージョンなどを収録。
魔法陣グルグル 絵の魔法陣2 〜ボーナス・ステージ〜
- 1996年2月21日発売。SRVW-1784

アニメ後半のダイジェストやギップルの嫌がるくさいセリフ特集」「まんがグルグル昔話」などを収録。オープニングとエンディングはアニメ後期の「晴れてハレルヤ」と「もう止まらない」が使われている。

## ドキドキ伝説
2000年にテレビ東京系で放送されたアニメ第2作『ドキドキ♡伝説 魔法陣グルグル』のサウンドトラックとオープニングの2Shy4U「ダイナマイトヘブン」はエニックス・PLENTY SAMANレーベル（販売・パイオニアLDC）から発売。エンディングは前期のSpoon「西の空へ」がムービック、後期のR'OSE「Enjoy the party」がビクターエンタテインメントからの発売だった。

### サウンドトラック（ドキドキ伝説）
ドキドキ♡伝説 魔法陣グルグル ORIGINAL SOUND TRACK
- 2000年8月23日発売。ENCA-1586

### コロちゃんパック
コロムビアミュージックエンタテインメント（のち日本コロムビア）の児童向けレーベル「コロちゃんパック」のカセットテープとして発売された。挿入歌「ダンシングオヤジ」とアレンジを含む4曲は、前作の主題歌等と併せて日本コロムビア発売の『日本アニメーションの世界 主題歌・挿入歌大全集 第3集 SF・ファンタジー編』（COCX-32851〜32853）に収録されている。
- 2000年10月21日発売。COTZ-3161

A面
1. ダイナマイトヘブン
2. ダンシングオヤジ
3. 西の空へ

B面
1. ダイナマイトヘブン(DRUM’N BASS “DOKI DOKI MIX”)
2. ダイナマイトヘブン（TV Size）
3. 西の空へ（TV Size）

## 2017年版
2017年にテレビ東京系で放送されたProduction I.G.制作のリメイク版ではランティスからサウンドトラックが発売されている。

### サウンドトラック（2017）
TVアニメ『魔法陣グルグル』ORIGINAL SOUNDTRACK Grugruppo Musicale
- 2017年12月27日発売（2枚組）。LACA-9559